# Tolstičevke
Tolstičevke (znanstveno ime Crassulaceae), tudi debelolistnice, so družina dvokaličnic z mesnatimi listi. V družini prevladujejo zelnate rastline, nekaj je še grmov in dreves, vodnih rastlin pa malo. Razširjene so po vsem svetu, najpogostejše pa so na severni polobli in v Južni Afriki, torej v krajih s suhim in/ali hladnim podnebjem (pomanjkanje vode). Družina obsega 1.200-1.500 vrst v 34 rodovih.
Nobena vrsta ni pomembna kmetijska rastlina, pogoste pa so kot okrasna lončnica, saj so eksotičnega videza in potrebujejo le skromno nego. Priljubljena vrsta je npr. kalanhoja.

## Rodovi
- Adromischus
- Aeonium
- Aichryson
- Cotyledon
- Crassula
- Diamorpha
- Dudleya
- Echeveria
- Graptopetalum
- Hylotelephium
- Hypagophytum
- Jovibarba
- Kalanchoe
- Lenophyllum
- Monanthes
- Orostachys
- Pachyphytum
- Perrierosedum
- Prometheum
- Pseudosedum
- Rhodiola
- Rosularia
- Sedum
- Sempervivum
- Thompsonella (Mehika)
- Tylecodon
- Umbilicus
- Villadia